# コンチネンタル3
コンチネンタル3は、1990年にユニバーサル販売系列会社であるメーシー販売が製作・販売したパチスロ機（3号機）である。通称、「コンチ3」。キャッチコピーは「快速集中役・新幸福測定機」。

## 概要
「コンチネンタル」と同時に発売された。「セブンラッシュ」と呼ばれる、シングルボーナスの集中役を搭載したA-Cタイプでありながら、コンチネンタルと同じくCS-90という不正なコインセレクターの働きにより、ビッグボーナスの連荘が多発する遊び性を持つ。のちに、「4枚掛け攻略法」にて被害を受ける。
ノーマルのゲーム性は、全設定で共通確率のビッグボーナス・レギュラーボーナス確率と、1-6の設定によって異なる「セブンラッシュ」の突入確率によって、波の荒さを演出するというものである。「セブンラッシュ」は、突入するとBIGのフラグ・もしくは全設定共通確率のパンクフラグに当選するまで継続する。（レギュラーボーナスではパンクしない）。
「快速集中役、セブンラッシュ」として当時、ホールに貼られていたポスターにも記載されていた。
ほとんどのリーチ目は「赤7」と箱7絵柄の一直線組み合わせなど、BIG・REG・セブンラッシュとでほぼ共通であったため、リーチ目の出現が非常に熱い機種であった。
また波が荒いため、設定が低くても集中が長く続けば、一気にコインを増やすことも可能であった。なお後に、BIGを引いても継続する集中（通称「スーパーセブンラッシュ」）が搭載された裏モノも存在した（正式にはBIG後、1Gでセブンラッシュを引き戻す仕様）。「アラジンシリーズ」と並ぶ万枚の可能性をはらむ爆裂台として、ゲーム性やリーチ目なども相まって、人気機種として長期間稼働していた。パネル違いで、赤が基調のものと緑が基調のものがあった。発売時のキャッチコピーは「快速集中役、新幸福測定機」であった。

## ボーナス確率・機械割
| 設定 | BIG                | REG                | 集中役   | 機械割 |
| ---- | ------------------ | ------------------ | -------- | ------ |
| 1    | 全設定共通 1/409.6 | 全設定共通 1/409.6 | 1/3682.2 | 91.9%  |
| 2    | 全設定共通 1/409.6 | 全設定共通 1/409.6 | 1/2048.4 | 97.8%  |
| 3    | 全設定共通 1/409.6 | 全設定共通 1/409.6 | 1/1386.5 | 104.2% |
| 4    | 全設定共通 1/409.6 | 全設定共通 1/409.6 | 1/1024   | 111.2% |
| 5    | 全設定共通 1/409.6 | 全設定共通 1/409.6 | 1/798    | 118.7% |
| 6    | 全設定共通 1/409.6 | 全設定共通 1/409.6 | 1/676.3  | 124.8% |

※ 集中役のパンク確率は、全設定共通1/299（BIG成立でのパンクを含まない確率）。